# Ilonka Breitmeier
Ilonka Breitmeier (* 1953 in Münster) ist eine deutsche Diplom-Psychologin, Schauspielerin, Texterin, Komponistin, Musikerin, Malerin und Autorin von Kinder- und Jugendbüchern.

## Leben
Im Jahre 1972 zog sie nach Berlin um und studierte dort an der FU Berlin Publizistik, Pädagogik und Psychologie. Nach ihrem Diplom bildete sie Erzieherinnen in Kindertagesstätten aus und arbeitete als Einzelfallhelferin mit verhaltensauffälligen Kindern.
Gleichzeitig lernte sie Schlagzeug und gründete die Frauenrockgruppe Insisters, mit welcher sie auf Tourneen ging und sieben Jahre lang Platten aufnahm. Sie komponierte Songs und verfasste Texte für diverse Bands, später auch für das Fernsehen.
Als sie Anfang der 1990er Jahre schwanger wurde, begann sie, Kinderlieder und Geschichten zu schreiben und arbeitete auch als Auftragstexter für verschiedene Verlage. Ihr erstes Buch erschien 1997, worauf 26 Bilderbücher, Kurzgeschichten und Romane für Kinder und Jugendliche veröffentlicht wurden.
Ilonka Breitmeier, die die Rolle der Renate Brachvogel in der Serie Spreepiraten spielte, wirkte auch an den Drehbüchern und Texten der Lieder mit. Darüber hinaus komponierte sie das ursprünglich von Bo Andersen eingesungene Titellied Mitten ins Herz für die RTL-Seifenoper Gute Zeiten, schlechte Zeiten, in der sie ab der ersten Folge auch für einige Zeit in einer Rolle als Arzthelferin zu sehen war. Seit 1999 ist sie auch als Malerin beschäftigt.

## Werke (Auswahl)
- 1997: Von Krokodilen und ganz anderen Ungeheuerlichkeiten
- 1998: Das Sandmann-Weihnachtsbuch
- 1999: Inlineskates für Franzi
- 2000: Tiere auf dem Bauernhof
- 2000: Einfach abgefahren!
- 2000: Wir fahren mit der Eisenbahn
- 2001: Sandmann
- 2003: Das dicke Eisenbahnbuch für unterwegs
- 2006: Womit kommt der Sandmann?